# Izazi
Izazi ist ein Verwaltungsbezirk (englisch Ward) des Distrikts Iringa in der tansanischen Region Iringa.

## Geografie
Izazi liegt im südlichen Hochland von Tansania etwa 60 Kilometer nördlich der Regionshauptstadt Iringa. Das wichtigste Gewässer ist der Ruaha, im Nordosten hat der Bezirk auch Anteil am Mtera-Stausee. 
Der Bezirk grenzt im Norden an die Region Dodoma, im Nordosten an Migili, im Osten kurz an Malengamakali, im Süden an Nyang'oro und im Südwesten und im Westen an Mboliboli. Bei der Volkszählung 2022 lebten 8764 Menschen in 2127 Haushalten auf einer Fläche von 491 Quadratkilometern.

## Gliederung
Der Bezirk besteht aus drei Gemeinden (swahili Mtaa) mit 18 Orten (Kitongoji):
| Makuka - Majengo - Makuka A - Nyamahato - Mondomela - Makuka B - Magombwe - Itemagwe | Izazi - Kiwanjani - Sokoni - Chekechea - Izazi Madukani - Barabarani - Ihanyi | Mnadani - Mjimwema - Mabati - Magungu - Mnadani - Kilamba Kitali |

## Infrastruktur
- Gesundheit: In den Gemeinden Makuka[8] und Izazi[9] liegt je eine staatliche Apotheke.
- Verkehr: Durch den Bezirks verläuft die asphaltierte Nationalstraße T5 von Iringa nach Dodoma.[10]